# Volvo P1900
Volvo P1900 – samochód sportowy produkowany przez szwedzką firmę Volvo Car Corporation i produkowany w latach 1956−1957. Wyposażony był on w nadwozie typu cabrio. Samochód był napędzany przez silnik R4 o pojemności 1,4 l. Wyprodukowano łącznie 67 egzemplarzy tego modelu. 

## Dane techniczne
- Silnik: R4 1,4 l (1414 cm³)[1]
- Układ zasilania: b.d.
- Średnica × skok tłoka: b.d.
- Stopień sprężania: b.d.
- Moc maksymalna: 70 KM (51 kW)[1]
- Maksymalny moment obrotowy: b.d.
- Prędkość maksymalna: b.d.